# Patrick Fa’apale
Patrick Fa'apale (nacido en Moto'otua el 23 de mayo de 1991) es un jugador de rugby samoano, que juega de apertura para la selección de rugby de Samoa.
Su debut con la selección de Samoa se produjo en un partido contra Japón en Tokio el 30 de mayo de 2014. 
Seleccionado para la Copa del Mundo de Rugby de 2015,	Faapale puntuó en la derrota de su equipo frente a Escocia 33-36, pasando un golpe de castigo. 